# داشلی قلعه
داشلی قلعه، روستایی از توابع بخش راز و جرگلان شهرستان بجنورد در استان خراسان شمالی ایران است.  بزرگ این روستا امین محمد نیا هست 

## جمعیت
این روستا در دهستان غلامان قرار دارد و براساس سرشماری مرکز آمار ایران در سال ۱۳۸۵، جمعیت آن ۹۱۰ نفر (۲۲۸خانوار) بوده‌است.